# 衣裳核螺
衣裳核螺（学名：Sydaphera speengleriana），是新腹足目核螺科核螺属的一种。主要分布于韩国、台湾，常栖息在浅海泥沙底。